# Giờ ở Úc

Các múi giờ chính trên đại lục Úc

Nước Úc chia thành ba múi giờ riêng biệt: Giờ chuẩn Tây Úc (AWST; UTC+08:00), Giờ chuẩn Trung úc (ACST; UTC+09:30), và Giờ chuẩn Đông Úc (AEST; UTC+10:00). Thời gian ở mỗi khu vực do chính quyền các bang quy định, một số bang thực hiện quy ước giờ mùa hè (DST). Các lãnh thổ hải ngoại và hải đảo của Úc áp dụng múi giờ riêng khác với đất liền.
Khoảng những năm 1890, các xứ thuộc địa Anh bắt đầu áp dụng múi giờ tính theo giờ chuẩn Greenwich (GMT). Trước đó, mỗi thành phố và thị trấn sử dụng giờ thoả ước riêng cho địa phương mình. Ngày nay, tiểu bang Tây Úc dùng Giờ chuẩn miền Tây Úc; tiểu bang Nam Úc và vùng Lãnh thổ Bắc Úc sử dụng Giờ chuẩn miền Trung Úc; còn các bang New South Wales, Queensland, Tasmania, Victoria, và Lãnh thổ Thủ đô (ACT) áp dụng múi giờ chuẩn miền Đông.
Vào mùa hè, các tiểu bang và lãnh thổ phía nam như Nam Úc, New South Wales, Victoria, Tasmania, và Lãnh thổ Thủ đô (ACT) điều chỉnh giờ thêm một tiếng. Các bang Tây Úc, Queensland và Lãnh thổ Bắc Úc không áp dụng quy chế này.

## Lịch sử
Việc chuẩn hoá giờ ở nước Úc bắt đầu Hội nghị các nhà khảo sát Liên thuộc địa diễn ra tại Melbourne, thủ phủ của thuộc địa Victoria năm 1892. Tại hội nghị, sau khi nghe giải trình từ đoàn chủ toạ, các đại biểu đã chấp nhận đề xuất của Hội nghị Kinh tuyến quốc tế 1884 trước đó, đồng ý áp dụng Giờ chuẩn Greenwich (GMT) làm căn cứ xác định giờ chuẩn của địa phương.
Cũng trong hội nghị này, có một tình huống hiểu lầm dẫn đến tranh cãi về đời tư giữa hai đại biểu, trong đó có một đại biểu đến từ Nam Úc. Theo thông tin từ tờ báo Salisbury Sun, vị đại biểu Nam Úc kia nghi ngờ vợ của mình ngoại tình với một gã ở Salisbury. Ông ta tin rằng nếu chỉnh múi giờ sớm hơn sẽ giúp mình về nhà sớm và bắt quả tang cặp tình nhân kia. Tới năm 1899, biến cố đó được cho là một trong những lý do khiến Nam Úc đổi múi giờ thêm 30 phút so với giờ miền Đông.
Sau khi hội nghị kết thúc, chính quyền các thuộc địa bắt đầu ban hành quy định thiết lập múi giờ mới cho toàn xứ. Kể từ tháng 2 năm 1895, Tây Úc áp dụng múi giờ GMT+8; Nam Úc (cùng với lãnh thổ Bắc Úc do xứ này cai quản) áp dụng múi giờ GMT+9; và các xứ Queensland, New South Wales, Victoria và Tasmania sử dụng múi giờ GMT+10. Ba múi giờ này được đặt tên chính thức là Giờ chuẩn miền Đông, Giờ chuẩn miền Trung và Giờ chuẩn miền Tây. Thành phố Broken Hill ở cực tây của New South Wales cũng áp dụng múi giờ chuẩn miền Trung do nó có tuyến đường sắt kết nối với Adelaide, thay vì Sydney lúc đó.
Đến tháng 5 năm 1899, xứ Nam Úc tăng múi giờ thêm nửa tiếng bất chấp tập quán quốc tế chỉ áp dụng chênh lệch chẵn 1 giờ. Để làm điều đó, xứ này xây dựng căn cứ tính giờ theo một kinh tuyến nằm ở phía đông, ngoài vùng của tiểu bang. Nhiều giới chức ở bang này đã nỗ lực để điều chỉnh lại giờ chuẩn vào các năm 1986 và 1994 nhưng đều bị bác bỏ.
Khi lãnh thổ Bắc Úc tách khỏi Nam Úc và nằm dưới quyền quản lý của chính phủ liên bang, khu vực này giữ giờ miền Trung làm giờ chuẩn của mình. Tương tự, khi lãnh thổ thủ đô tách khỏi New South Wales, giờ địa phương của xứ này vẫn là giờ chuẩn miền Đông Úc.
Kể từ năm 1899 trở đi không có thay đổi đáng kể nào về múi giờ ở Úc. Các đổi thay chủ yếu đến từ các hải đảo ở xa bờ, chẳng hạn: tăng múi giờ trên Đảo Lord Howe từ UTC+10 lên UTC+10:10 và đảo Norfolk từ UTC+11:30 lên UTC+11. Cả hai đợt điều chỉnh này diễn ra ngày 4 tháng 10 năm 2015.
Khi đề cập đến giờ miền Trung Úc (Australian Central Standard Time) và giờ miền Đông Úc (Australian Eastern Standard Time), người ta thường bỏ qua yếu tố 'Australian' và viết tắt thành EST, CST cho dễ nhớ. Tuy nhiên ngày nay trong các văn bản hành chính và trên báo chí, người viết thường có tập quán thêm chữ A vào để tránh nhầm lẫn với các múi giờ miền Trung, miền Đông ở Bắc Mỹ. 

## Giờ dân sự và quy định pháp lý
Mặc dù chính quyền các bang và vùng lãnh thổ có toàn quyền quyết định thời gian trên lãnh thổ mình, nhưng giờ chuẩn của các khu vực này phải được căn cứ theo Giờ Phối hợp Quốc tế (UTC) do Văn phòng Cân đo Quốc tế và điều 8AA trong Luật Đo lường Quốc gia 1960 của Quốc hội liên bang.
Australia từ những năm 1990 đã xem xét áp dụng thang thời gian theo chuẩn nguyên tử của UTC, mặc dù vậy, cho đến năm 2005, các bang của nước này xác lập giờ theo chuẩn GMT cũ. Tháng 11 năm 2014, Giám đốc Sở Tư pháp các tiểu bang và lãnh thổ đã ủng hộ đề nghị từ Viện Đo lường Quốc gia Úc, chính thức chọn giờ UTC làm chuẩn mới trong tất cả hoạt động kinh tế-xã hội trên địa bàn mình. Giờ chuẩn UTC có ưu điểm tránh được các sai lệch trong phương pháp cũ, vốn xuất phát từ trục quay của Trái Đất. Ngày 1 tháng 9 năm 2005, quy định áp dụng giờ UTC có hiệu lực tại tất cả các địa phương trên toàn quốc.
Ở các bang Victoria, Nam Úc, Tasmania và Lãnh thổ Thủ đô Úc, ngày bắt đầu và ngày kết thúc giờ tiết kiệm ánh sáng ban ngày (giờ mùa hè) được thống đốc hay bộ trưởng phụ trách lĩnh vực có liên quan ban hành trực tiếp bằng văn bản, nghị định hoặc thông tư. Mỗi văn bản như vậy thường chỉ có hiệu lực trong năm đó. Còn tại các bang New South Wales và Tây Úc, khung thời gian áp dụng giờ do nghị viện tiểu bang quy định bằng nghị quyết.
Giờ chuẩn Tây Úc (WST) – UTC+08:00
- Tây Úc – Đạo luật Giờ chuẩn 2005[6]

Giờ chuẩn Trung Úc (ACST) – UTC+09:30
- Nam Úc – Đạo luật Giờ chuẩn 2009[7] và Đạo luật Giờ Tiết kiệm Ánh sáng ngày 1971[8]
- Lãnh thổ Bắc Úc – Đạo luật Giờ chuẩn 2005[9]

Giờ chuẩn Đông Úc (AEST) – UTC+10:00
- Queensland – Đạo luật Giờ chuẩn 1894[10]
- New South Wales – Đạo luật Giờ chuẩn 1987 Số 149[11]
- Lãnh thổ Thủ đô Úc – Đạo luật Giờ chuẩn và Giờ mùa hè 1972[12]
- Victoria – Đạo luật Giờ mùa hè 1972[13]
- Tasmania – Đạo luật Giờ chuẩn 1895[14] và Đạo luật Giờ Tiết kiệm Ánh sáng ngày 2007[15]

Chênh lệch giữa các múi giờ trong thời gian chuẩn

Chênh lệch trong thời gian áp dụng giờ tiết kiệm ánh sáng (từ mùa xuân đến mùa thu ở Nam bán cầu)

### Giờ mùa hè (DST)
Xem thêm: Giờ mùa hè
Việc áp dụng quy ước giờ mùa hè nằm ở thẩm quyền của mỗi bang và lãnh thổ. Tuy nhiên, trong suốt thời kỳ Chiến tranh thế giới thứ nhất và Chiến tranh thế giới thứ hai, tất cả các bang và lãnh thổ Úc đều áp dụng giờ mùa hè. Năm 1968, Tasmania trở thành bang đầu tiên sử dụng giờ mùa hè cho thời bình, tiếp đó đến năm 1971, các bang New South Wales, Victoria, Queensland, Nam Úc, và Lãnh thổ thủ đô lần lượt áp dụng quy chế này. Tây Úc và Lãnh thổ Bắc Úc do hoàn cảnh địa phương không thực hiện. Năm 1972, bang Queensland ngừng áp dụng Giờ mùa hè. Trong suốt 40 năm qua hai bang Queensland và Tây Úc thường xuyên cho thử nghiệm giờ mùa hè nhưng không thành công.
Có hai múi giờ mùa hè chính là:
- Giờ Tiết kiệm mùa hè Trung Úc (CDT hoặc ACDT) – UTC+10:30, tại Nam Úc
- Giờ Tiết kiệm mùa hè Đông Úc (EDT hoặc AEDT) – UTC+11, tại New South Wales, Lãnh thổ Thủ đô, Victoria và Tasmania.

Trong suốt giai đoạn giờ mùa hè có hiệu lực, nước Úc từ ba múi giờ trở thành 5 múi. Đó là vì tính thêm các vùng không thực hiện đổi giờ, bao gồm: Tây Úc (UTC+8), Lãnh thổ Bắc Úc (UTC+9:30) và Queensland (UTC+10).
Khi giờ mùa hè bắt đầu hay kết thúc, đồng hồ được điều chỉnh vào lúc 2:00 sáng ngày Chủ nhật. Trước năm 2008, giờ mùa hè bắt đầu từ Chủ nhật cuối cùng của tháng 10 và kết thúc vào ngày Chủ nhật cuối cùng của tháng 3. Do nằm ở vĩ độ cao hơn nên bang Tasmania thực hiện giờ mùa hè dài hơn các bang khác, bắt đầu từ Chủ nhật đầu tiên của tháng 10 và kết thúc vào Chủ nhật đầu tiên của tháng 4.
Ngày 12 tháng 4 năm 2007, các bang New South Wales, Victoria, Tasmania và vùng Lãnh thổ Thủ đô đồng ý áp dụng Giờ mùa hè cùng lúc. Từ đó tới nay, Giờ mùa hè đồng loạt được áp dụng từ ngày Chủ nhật đầu tiên của tháng 10 đến ngày Chủ nhật đầu tiên của tháng 4. Tây Úc lúc đó là bang duy nhất áp dụng giờ mùa hè từ ngày chủ nhật cuối cùng của tháng 10 đến ngày Chủ nhật cuối cùng của tháng 3 trong giai đoạn thử nghiệm. Khi thời gian thử nghiệm 3 năm kết thúc, Tây úc quay trở lại giờ chuẩn vào năm 2009.
| Bang/lãnh thổ      | Bắt đầu Giờ mùa hè             | Kết thúc Giờ mùa hè           |
| ------------------ | ------------------------------ | ----------------------------- |
| Tây Úc             | Không áp dụng                  | Không áp dụng                 |
| Queensland         | Không áp dụng                  | Không áp dụng                 |
| Lãnh thổ Bắc Úc    | Không áp dụng                  | Không áp dụng                 |
| Nam Úc             | Chủ nhật đầu tiên của tháng 10 | Chủ nhật đầu tiên của tháng 4 |
| New South Wales    | Chủ nhật đầu tiên của tháng 10 | Chủ nhật đầu tiên của tháng 4 |
| Lãnh thổ Thủ đô Úc | Chủ nhật đầu tiên của tháng 10 | Chủ nhật đầu tiên của tháng 4 |
| Victoria           | Chủ nhật đầu tiên của tháng 10 | Chủ nhật đầu tiên của tháng 4 |
| Tasmania           | Chủ nhật đầu tiên của tháng 10 | Chủ nhật đầu tiên của tháng 4 |

### Dị biệt

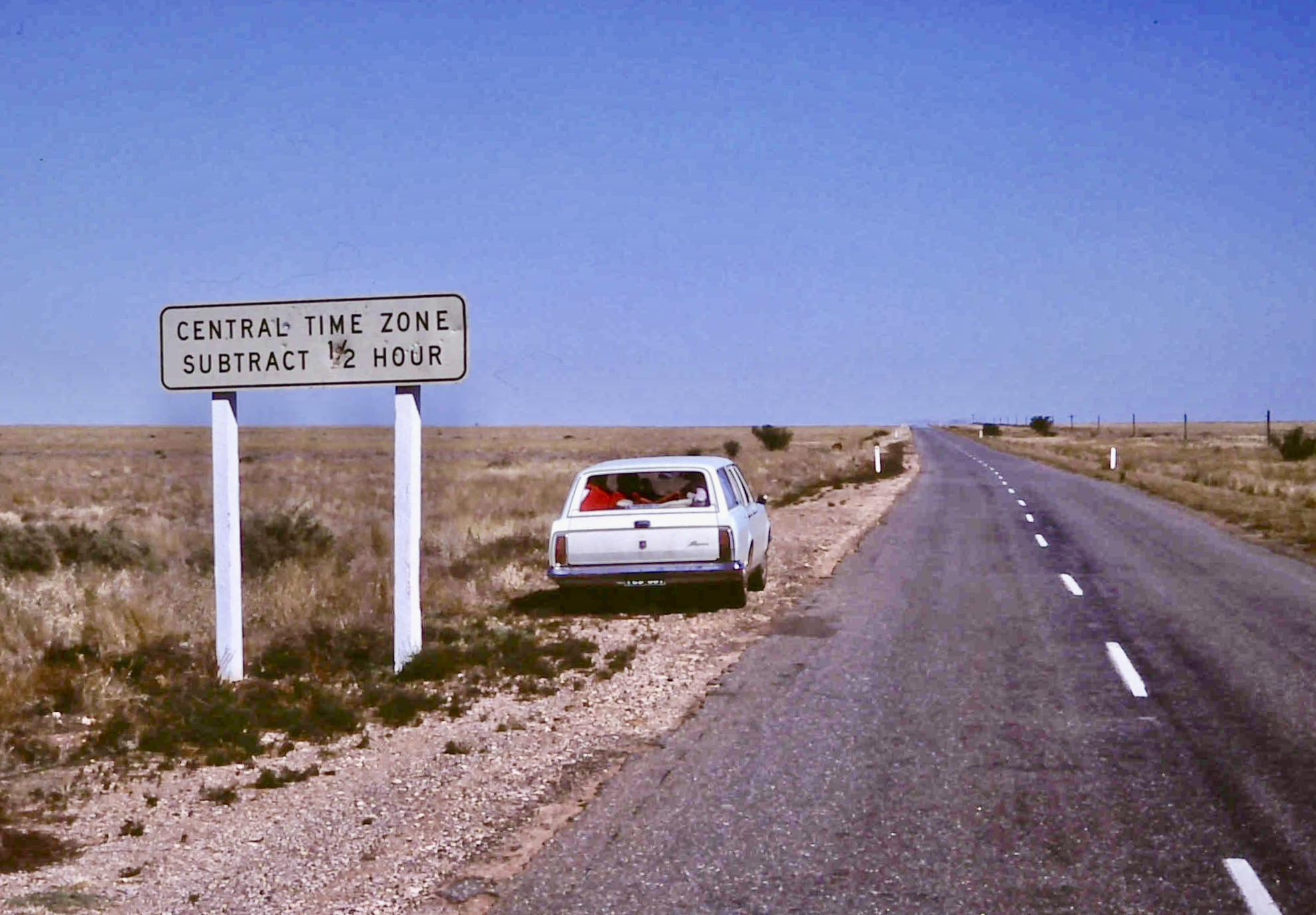
Biển báo múi giờ gần Broken Hill

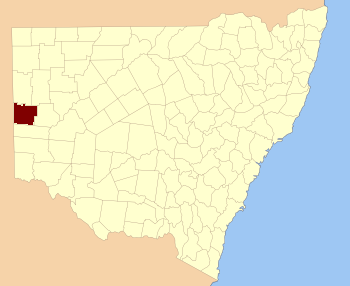
Yancowinna County in New South Wales

Thành phố Broken Hill (thuộc hạt Yancowinna) nằm ở biên giới phía Tây bang New South Wales. Khác với phần còn lại của tiểu bang, Broken Hill và vùng phụ cận sử dụng Giờ chuẩn Trung Úc (UTC+9:30) của bang Nam Úc kế cận. Như đã nói ở phần trước, vào thời điểm áp dụng quy định múi giờ này, Broken Hill có đường xe lửa nối với Adelaide, do đó thành phố áp dụng giờ Nam Úc để tiện kinh doanh, vận tải hàng hoá.
Đảo Lord Howe thuộc bang New South Wales nằm trên biển Thái Bình Dương cách đất liền 600 km về phía đông, áp dụng giờ UTC+10:30 trong các tháng mùa đông (sớm hơn các bang miền Đông 30 phút), và giờ UTC+11:00 vào mùa hè (trùng với đất liền).
Một khu vực nằm ở góc đông nam bang Tây Úc và một điểm dân cư ở bang Nam Úc lại sử dụng một múi giờ dị biệt, gọi không chính thức là Giờ Trung Tây, UTC+8:45. Các thị trấn ở phía đông điểm dân cư Caiguna trên Xa lộ Eyre giáp giới với bang Nam Úc như Eucla, Madura, Mundrabilla và Border Village, áp dụng múi giờ trên thay vì Giờ chuẩn Tây Úc. Tổng số dân trong vùng giờ này ở vào khoảng 200 người. Vào mùa xuân, khu vực này không thực hiện điều chỉnh giờ tiết kiệm như Nam Úc. Trong giai đoạn thử nghiệm Giờ mùa hè ở Tây Úc từ năm 2006 đến 2009, khu vực này vẫn chỉnh giờ lên 1 tiếng.
Tuyến đường sắt xuyên châu lục Indian Pacific sử dụng múi giờ riêng – dân địa phương gọi là "giờ xe lửa" khi chạy từ Kalgoorlie, Tây Úc tới Port Augusta, Nam Úc và ngược lại. Múi giờ này là UTC+9.

### Lãnh thổ hải ngoại
Các lãnh thổ hải ngoai của Úc áp dụng múi giờ tương ứng với vị trí địa lý của mình.
| Lãnh thổ                                | Giờ       | Giờ tiết kiệm |
| --------------------------------------- | --------- | ------------- |
| Heard and McDonald Islands              | UTC+05:00 | không         |
| Cocos (Keeling) Islands                 | UTC+06:30 | không         |
| Christmas Island CXT                    | UTC+07:00 | không         |
| Norfolk Island NFT                      | UTC+11:00 | không         |
| Lãnh thổ châu Nam Cực thuộc Úc – Mawson | UTC+06:00 | không         |
| Lãnh thổ châu Nam Cực thuộc Úc – Davis  | UTC+07:00 | không         |
| Lãnh thổ châu Nam Cực thuộc Úc – Casey  | UTC+08:00 | không         |